# Foundation for Art and Creative Technology

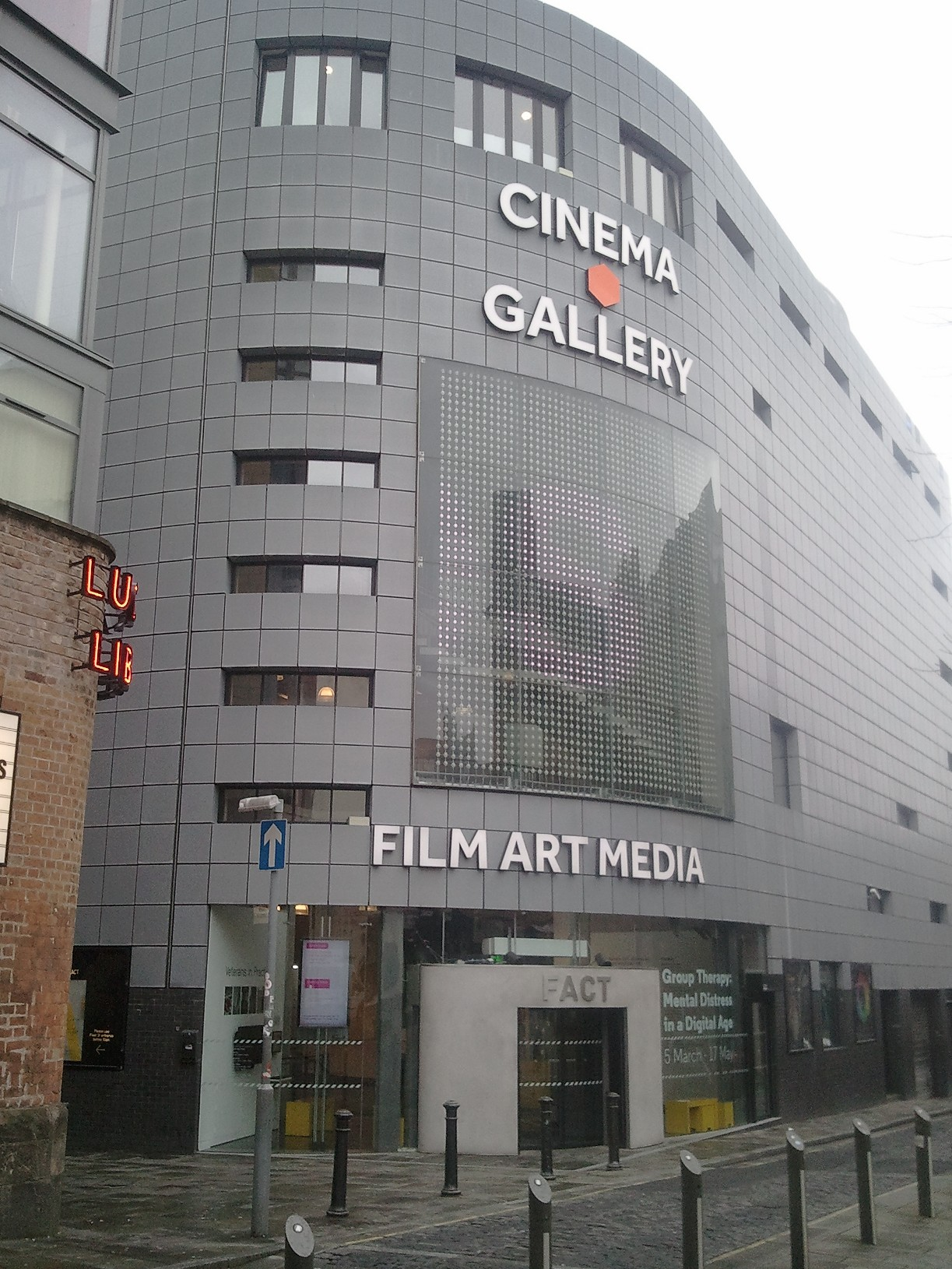
ファクトの外観

FACT (Foundation for Art and Creative Technology、通称: ファクト) は英国リヴァプール市にある国内最大級のメディアアートセンターである。
FACTは映画館、ギャラリースペース、カフェを兼ね揃えた複合文化施設で、最上階にはFACTのオフィスがある。2013年にスペースオープン10周年を迎えた。
2015年現在、映画館はPicturehouse Cinemas (ピクチャーハウスシネマ)、カフェはLEAFが個別運営している。FACTは所有する建物のメンテナンス、展覧会、イベント、ワークショップ、講演会の企画・運営を行っている。なお、展覧会の入場料は常時無料で、館内では無料Wi-Fiも利用できる。
これまで催した代表的な展覧会に、ピピロッティ・リスト個展 (2008年)、ナム・ジュン・パイク回顧展 (2010年、テート・リバプールとの共催) がある。
FACTの実験的なアプローチには定評があり、現代社会の問題に鋭く切り込み、物議を醸すような展示、プロジェクトを多数行ってきている。2013年には、オートメーションとネット時代の労働の形をテーマにした「 タイムアンドモーション: 労働を再定義する (Time and Motion: Redefining Working Life) 」、2015年には「 グループセラピー: デジタル社会の精神危機 (Group Therapy: Mental Distress in a Digital Age) 」を行った。
同時に、老若男女、家族全員が楽しめるような大掛かりでインタラクティブな展示もしばしば見られる。代表的な展覧会に「もつれの理論 (A Theory of Entanglement) (2009年) 」(Bernie Lubell個展)、「知恵は日常の中にある (Knowledge Lives Everywhere) (2011年) 」がある。
また、アートの展覧会だけでなく、青少年育成プログラム、高齢者支援、退役軍人支援プロジェクトにも力を入れている。